# 白珠树
白珠树（学名：Gaultheria leucocarpa var. cumingiana）是杜鹃花科白珠树属白果白珠的变种。分布在中南半岛、台湾岛、菲律宾、马来西亚以及中国大陆的福建、广东、江西、广西、贵州等地，生长于海拔600米至1,100米的地区，见于林中，目前尚未由人工引种栽培。

## 别名
牛头药（广东）

## 用途
白珠樹可作為園藝植物，同時是製作精油和香水的材料之一。